# George A. Romero
George A. Romero (4. února 1940 – 16. července 2017) byl americký filmový režisér a scenárista. Narodil se v newyorském Bronxu kubánskému otci španělského původu a matce litevského původu. Svou kariéru zahájil jako režisér reklam a krátkých snímků. Proslavil se filmem Noc oživlých mrtvol z roku 1968. Mezi jeho další filmy patří například Úsvit mrtvých (1978), Den mrtvých (1985) a Země mrtvých (2005). Zemřel na karcinom plic ve věku 77 let. Byl třikrát ženatý, jeho syn Cameron je rovněž režisér.